# كيمبرلي إيه. ويذ
كيمبرلي ا. ويذ عالمة بيئة أمريكية. وهي أستاذة متفرغة في قسم علم الأحياء بجامعة ولاية كنساس.

## حياتها المهنية
في الأعوام ما بين 1988 و1992، عملت ويذ كمحرر مشارك في مجلة وقائع مؤسسة ويسترن لعلم الحيوان. بالتزامن مع حصولها على درجة الدكتوراة في الأحياء من جامعة ولاية كولورادو.
بعد نيلها درجة الدكتوراة، حصلت ويذ على منصب سكرتير مسؤول في اللجنة التنفيذية لقسم علم البيئة النظرية التابع للجمعية البيئية الأمريكية من عام 1995 حتى عام 1997. حصلت أثناء عملها على ورقتها البحثية «المستويات الحرجة في استجابات الأنواع لبنية المناظر الطبيعية» على جائزة الورقة البحثية المتميزة المنشورة في تخصص علم بيئة المناظر الطبيعية من قبل الرابطة الإقليمية الأمريكية للجمعية الدولية لعلم بيئة المناظر الطبيعية. كما قادت تحقيقًا مع زميلها الأستاذ الجامعي بجامعة ولاية بولينج جرين، دانييل بافوك لفحص تأثيرات تجزئة المَوْاطن على التنوع الحيوي والروابط الغذائية في المناظر الطبيعية التجريبية الكسورية.
في عام 2000، تركت جامعة ولاية بولينج جرين لتصبح أستاذًا مساعدًا في جامعة ولاية كنساس. انضمت أيضًا إلى كونزا بريري لتير، وهو برنامج مصمم لمعالجة الأسئلة البحثية طويلة المدى المتصلة بالنظم الإيكولوجية للبراري الأعشاب الطويلة، وعلم البيئة بشكل عام. في عام 2002، حصلت ويذ مرة أخرى على جائزة الورقة البحثية المتميزة، مما جعلها الشخص الوحيد الذي حصل على هذا الامتياز مرتين.
في عام 2009، قادت ويذ دراسة وجدت أن الطيور لم تتكاثر بنجاح في تلال فلينت وأن الحيوانات المفترسة دمرت أكثر من 80 في المائة من الأعشاش. نُشرت نتائج دراستها في مجلة المحافظة البيئية. ومن ثم نالت إجازة تفرغ خلال العام الدراسي 2010-2011. في عام 2013، ترقت إلى درجة أستاذ في قسم علم الأحياء.
في عام 2016، حصلت ويذ على جائزة عالم بيئة المناظر الطبيعية المتميز من الجمعية الأمريكية الدولية لعلم بيئة المناظر الطبيعية. وبعدها بثلاثة سنوات، حصلت على جوائز تنمية أعضاء هيئة التدريس من جامعة ولاية كانسس لتمويل مساعيها البحثية المستقبلية. في 29 أغسطس 2019، نشرت ويذ «أساسيات علم بيئة المناظر الطبيعية» صادرت من مطبعة جامعة أكسفورد.

## منشورات مختارة
- المستويات الحرجة في استجابات الأنواع لبنية المناظر الطبيعية (1995)
- ارتباط المناظر الطبيعية وتوزيعات السكان في البيئات المتباينة (1997)
- بيولوجيا السكان للأنواع الغازية (2001)
- علم البيئة الطبيعية للانتشار الغازي (2002)
- نجاح الشتت في المناظر الطبيعية المنظمة من منطلق الحيز المكاني: متى ينفذ النمط المكاني وهل سلوك التشتت مهم حقاً؟ (200)
- ارتباط المناظر الطبيعية: عودة إلى الأساسيات (2006)
- أساسيات علم البيئة الطبيعية (2019)

## روابط خارجية
- منشورات كيمبرلي ا. ويذ المفهرسة في الباحث العلمي لجوجل.
- موقع إلكتروني